# 俾斯麥家族
俾斯麥家族是德国的一个贵族家族。俾斯麦家族于19世纪逐渐变得显赫起来，主要原因是政治家奥托·冯·俾斯麦所取得的成就。他于1865年被赐予世袭伯爵爵位，于1871年被赐予世袭俾斯麦侯爵爵位，于1890年被赐予非世袭的劳恩堡公爵爵位。奥托·冯·俾斯麦的数名后代，如他的长子赫伯特·冯·俾斯麦，也是政治家。

## 历史
该家族起源于阿尔特马克地区，有史可考的第一位姓俾斯麦的人是赫伯德·冯·俾斯麦（Herebord von Bismarck，死于1280年），在1270年左右，他在勃蘭登堡侯國的施滕达尔担任自治市鎮官。他的后代可能來自於俾斯麦，但史学家并未完全證明这一点。赫伯德曾是女装裁缝师同业公会（Dressmakers' Guild）领导。
该家族接下来的两代似乎取得了骑士地位。赫伯德的曾孙尼古劳斯·冯·俾斯麦（Nicolaus von Bismarck）在1328至1377年间是维特尔斯巴赫藩侯路易五世的一名议员，亦是后者的忠实拥趸，他因此与不服路易五世統治的施滕达尔民众决裂，作为补偿，藩侯于1345年將位於布格施塔尔的一座庄园賞賜給尼古劳斯·冯·俾斯麦。尼古劳斯拥有的地产还包括布里斯特 (Briest) 和多柏林 (Döbbelin) 这两座村庄，后来俾斯麦家族的两个分支就生活在这两地。1562年，俾斯麦家族与霍亨索伦家族达成一致，用布格施塔尔换来了舍恩豪森和费施贝克，两地位于易北河东岸，曾属于马格德堡大主教管区，该大主教管区自1513年起就受霍亨索伦家族控制，俾斯麦家族还换得了已被世俗化的前克里维泽教堂。家族的两个分支就此出现：舍恩豪斯俾斯麦家族、克里维泽俾斯麦家族。18世纪初，两个分支又分别分化出两个分支，舍恩豪森建起了两个新庄园。克里维泽分支分成了Crevese-Briest和Döbbelin两支。Briest的庄园于1624年建成，Döbbelin的庄园则建成于1736年。家族于1819年售出了在克里维泽的地产，在1830年售出了舍恩豪森第二城堡。Crevese-Briest分支的成员有莱文·弗里德里希·冯·俾斯麦（Levin Friedrich von Bismarck，1703-1774）和他的儿子奥古斯特·威尔海姆·冯·俾斯麦（August Wilhelm von Bismarck，1750-1783），两人都是腓特烈二世時期的普鲁士大臣（分别任司法和财政大臣）；曾参加第二次世界大战的格奥尔格·冯·俾斯麦将军也出身于这个分支。

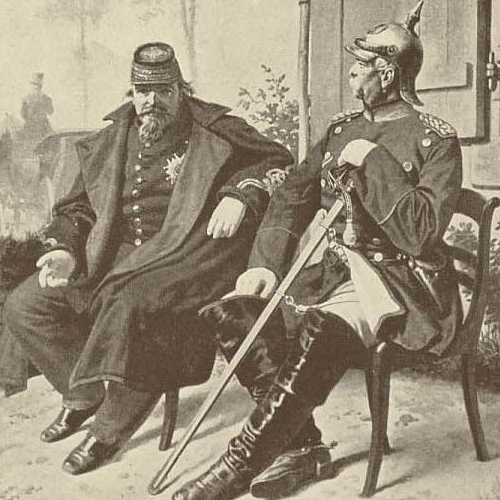
奥托·冯·俾斯麦（右）与战败的拿破仑三世

1815年，普魯士王國容克贵族成员奥托·冯·俾斯麦出生于舍恩豪森第一城堡的庄园。他自1862年起担任普鲁士首相，于1865年获得俾斯麦-舍恩豪森伯爵头衔，1871年，普法戰爭结束，1月18日，德意志帝国成立，他又被赐予俾斯麦侯爵这一世袭爵位。俾斯麦於1890年卸任德意志帝国首相。1871年，因达成了幫助德国完成统一的成就，他获得了汉堡附近的萨克森瓦尔德森林。奥托·冯·俾斯麦在萨克森瓦尔德中的弗里德里希斯鲁城堡定居。今日，该片森林面积达6000公顷，约一半面积依旧属于俾斯麦家族。1945年，弗里德里希斯鲁的庄园被英国皇家空军炸毁，之後于二战后重建。1945年，德國東部被蘇聯佔領，一部分前德國領土被划归波兰，当地的德意志人被驱逐，奥托·冯·俾斯麦的其他地产，包括他的出生地舍恩豪森第一城堡庄园、舍恩豪森第二城堡庄园（1885年由国家授予）以及后波美拉尼亚的Varzin（今波兰瓦尔奇诺）都被征用。家族的其他部分分支，包括Briest和Döbbelin分支以及卡尔斯堡的冯·俾斯麦-伯伦（von Bismarck-Bohlen，于1818年获得伯爵地位）伯爵家族也因同样原因失去了世代相传的领地。1990年兩德統一后，Briest和Döbbelin的地产被原主人——即两家族分支——购回。
奥托·冯·俾斯麦的长子俾斯麦伯爵赫伯特·冯·俾斯麦在1886至1890年间担任其父的外务秘书，奥托·冯·俾斯麦的幼子威廉·冯·俾斯麦曾是帝国议会议员、汉诺威省摄政政府主席。二人都在父亲于1890年被免去德意志帝國首相后辞职。1894年，威廉·俾斯麦受邀出任東普魯士总督。赫伯特的长子俾斯麦伯爵奥托·克里斯蒂安·阿希巴尔德成为了外交官，后成为德国帝国议会议员，奥托·冯·俾斯麦的次子戈特弗里德则是帝国议会议员。目前的俾斯麦伯爵卡尔-爱德华·冯·俾斯麦也曾是德国联邦议院议员。
德意志帝國海軍有两艘舰船以及二战时期的一艘战列舰（俾斯麥號戰艦）都以奥托·冯·俾斯麦的名字命名。以他的名字命名的地方有俾斯麦海和俾斯麦群岛，美国也有一些地方以俾斯麦的名字命名，包括北达科他州首府俾斯麥、伊利诺伊州俾斯麥、阿肯色州俾斯麥等。